# The Singing Fool
The Singing Fool is een Amerikaanse muziekfilm uit 1928 onder regie van Lloyd Bacon. Destijds werd de film in Nederland uitgebracht onder de titel De zingende dwaas.

## Verhaal
De succesvolle zanger Al Stone wordt op een dag verlaten door zijn vrouw. Hij zit in de put en zijn carrière loopt op de klippen. Hij wordt door zijn vrienden gered van een eenzaam leven op straat. Hij weet zijn zangcarrière nieuw leven in te blazen. Vervolgens blijkt dat zijn zoon op sterven ligt.

## Rolverdeling
| Acteur                 | Personage    |
| ---------------------- | ------------ |
| Al Jolson              | Al Stone     |
| Betty Bronson          | Grace        |
| Josephine Dunn         | Molly Winton |
| Arthur Housman         | Blackie Joe  |
| Reed Howes             | John Perry   |
| Davey Lee              | Sonny Boy    |
| Edward Martindel       | Louis Marcus |
| Robert Emmett O'Connor | Bill         |
| Helen Lynch            | Meid         |
| Agnes Franey           | Ballonmeisje |

## Filmmuziek
1. There's a Rainbow Round My Shoulder
2. Golden Gate
3. I'm Sittin' on Top of the World
4. It All Depends on You
5. Keep Smiling at Trouble
6. Sonny Boy
7. The Spaniard That Blight My Life